# Comuna de Damasławek
Damasławek (polaco: Gmina Damasławek) é uma gminy (comuna) na Polónia, na voivodia de Grande Polónia e no condado de Wągrowiecki. A sede do condado é a cidade de Damasławek.
De acordo com os censos de 2004, a comuna tem 5547 habitantes, com uma densidade 53 hab/km².

## Área
Estende-se por uma área de 104,68 km², incluindo:
- área agricola: 89%
- área florestal: 2%

## Demografia
Dados de 30 de Junho 2004:
|                      | Total   | Total | Mulheres | Mulheres | Homens  | Homens |
| -------------------- | ------- | ----- | -------- | -------- | ------- | ------ |
|                      | pessoas | %     | pessoas  | %        | pessoas | %      |
| População            | 5547    | 100   | 2834     | 51,1     | 2713    | 48,9   |
| Densidade (pop./km²) | 53      | 100   | 27,1     | 27,1     | 25,9    | 25,9   |

De acordo com dados de 2002, o rendimento médio per capita ascendia a 1627,12 zł.

## Comunas vizinhas
- Gołańcz, Janowiec Wielkopolski, Mieścisko, Wapno, Wągrowiec, Żnin